# كنيسة كينتشاو
كنيسة كينتشاو (بالإسبانية: Iglesia de Quinchao) هي كنيسة رومانيّة كاثوليكيّة تقع في قرية كينتشاو في تشيلي. تم تشييدها عام 1880 عندما كان أرخبيل تشيلوي لايزال جزءًا من ممتلكات التاج الإسباني، حيث تمثّل اندماجًا بين الثقافة اليسوعيّة الأوروبيّة ومهارات الشعوب الأصليّّة وتقاليدها، وهي مثال على ثقافة المستيزو.
تُعتبر كنيسة كينتشاو واحدة من أقدم الكنائس التقليديّة في تشيلوي المبنيّة خلال القرن الثامن عشر والتاسع عشر، والتي بقيت سليمة تقريبًا من عصر البعثة اليسوعيّة.

## الحماية
تُعتبر هذه الكنيسة واحدة من 16 كنيسة خشبية فريدة تم إدراجها على قائمة التراث العالمي التابعة لليونيسكو في عام 2000 تحت مسمى كنائس تشيلوي. كما قامت جامعة تشيلي، ومؤسسة كنائس تشيلوي الثقافية، وغيرها من المؤسسات بجهود كبيرة للحفاظ على هذه المنشآت التاريخيّة.

## صور

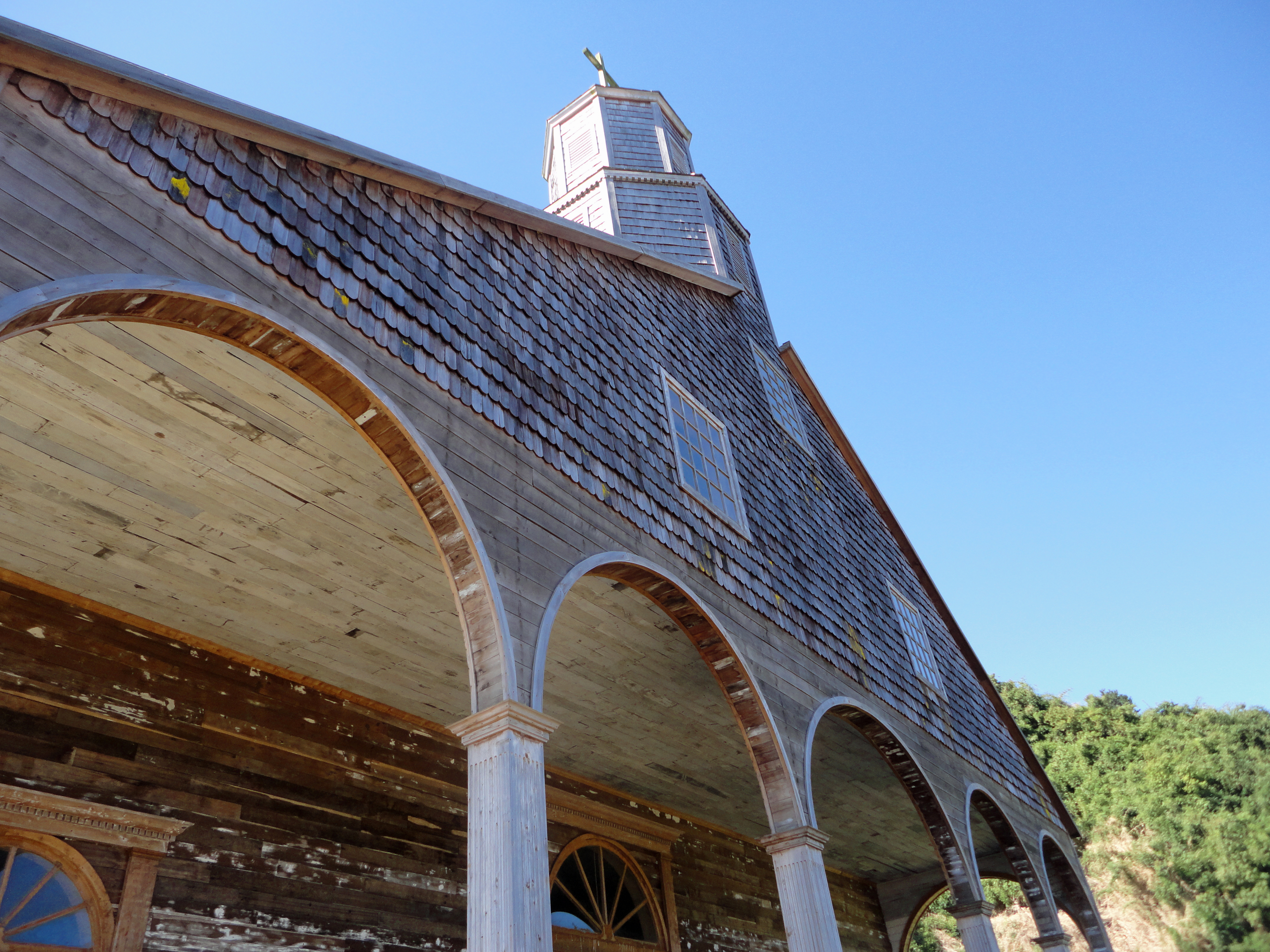
الواجهة الخشبية للكنيسة
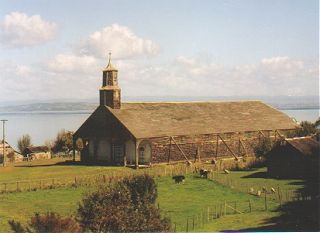
كنيسة كينتشاو
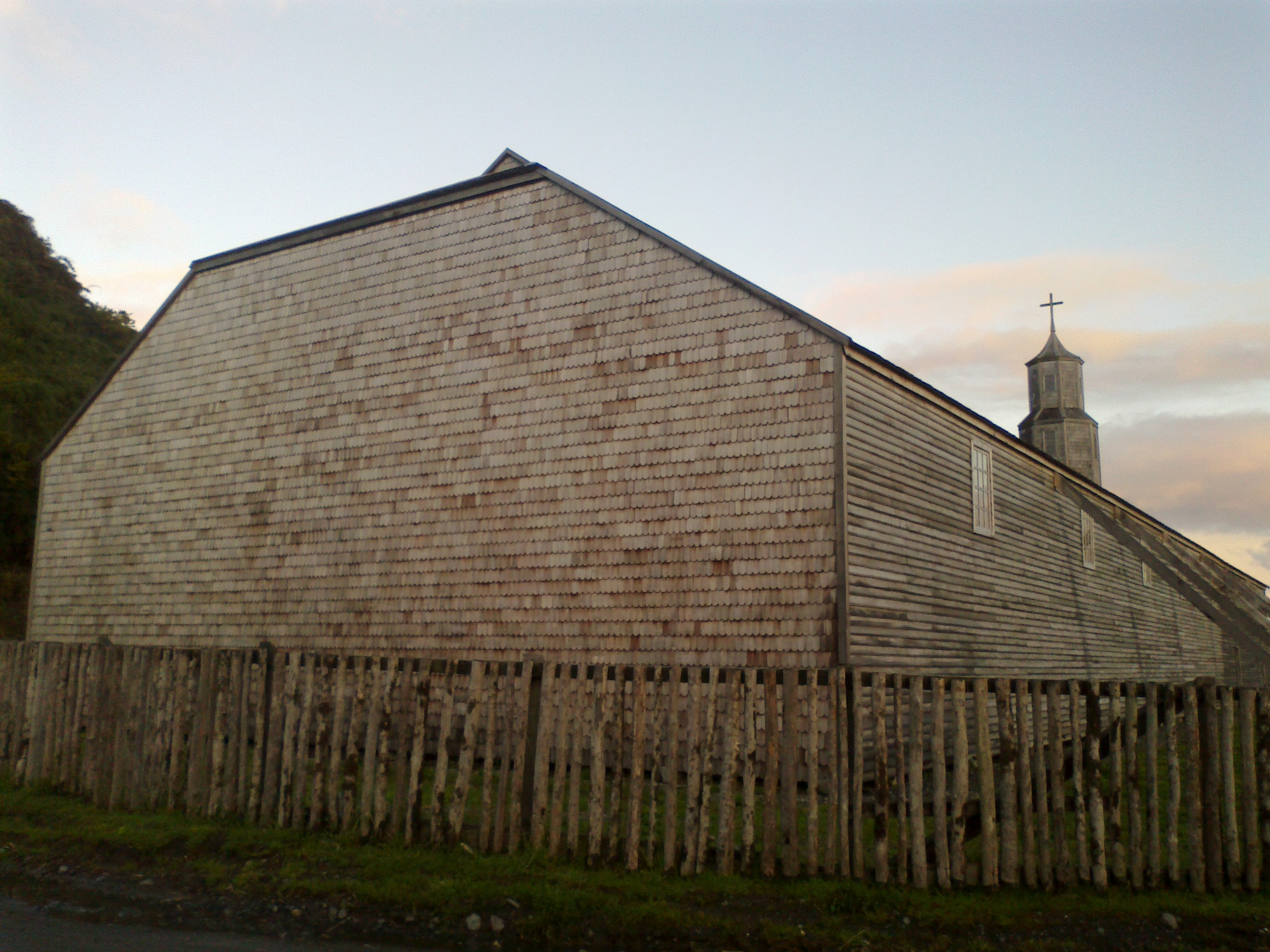
الواجهة الخلفية للكنيسة

## الموقع
تقع كنيسة كينتشاو بقرية كينتشاو ضمن بلدية كينتشاو (التي يقع فيها أيضًا كنيسة سانتا ماريا دي لوريتو وكنيسة كاجواتش)، شرق أرخبيل تشيلوي.